# NGC 4308
NGC 4308 (други обозначения – UGC 7426, MCG 5-29-69, ZWG 158.88, PGC 40011) е елиптична галактика (E) в съзвездието Косите на Вероника.
Обектът присъства в оригиналната редакция на „Нов общ каталог“.